# Cavall de guerra

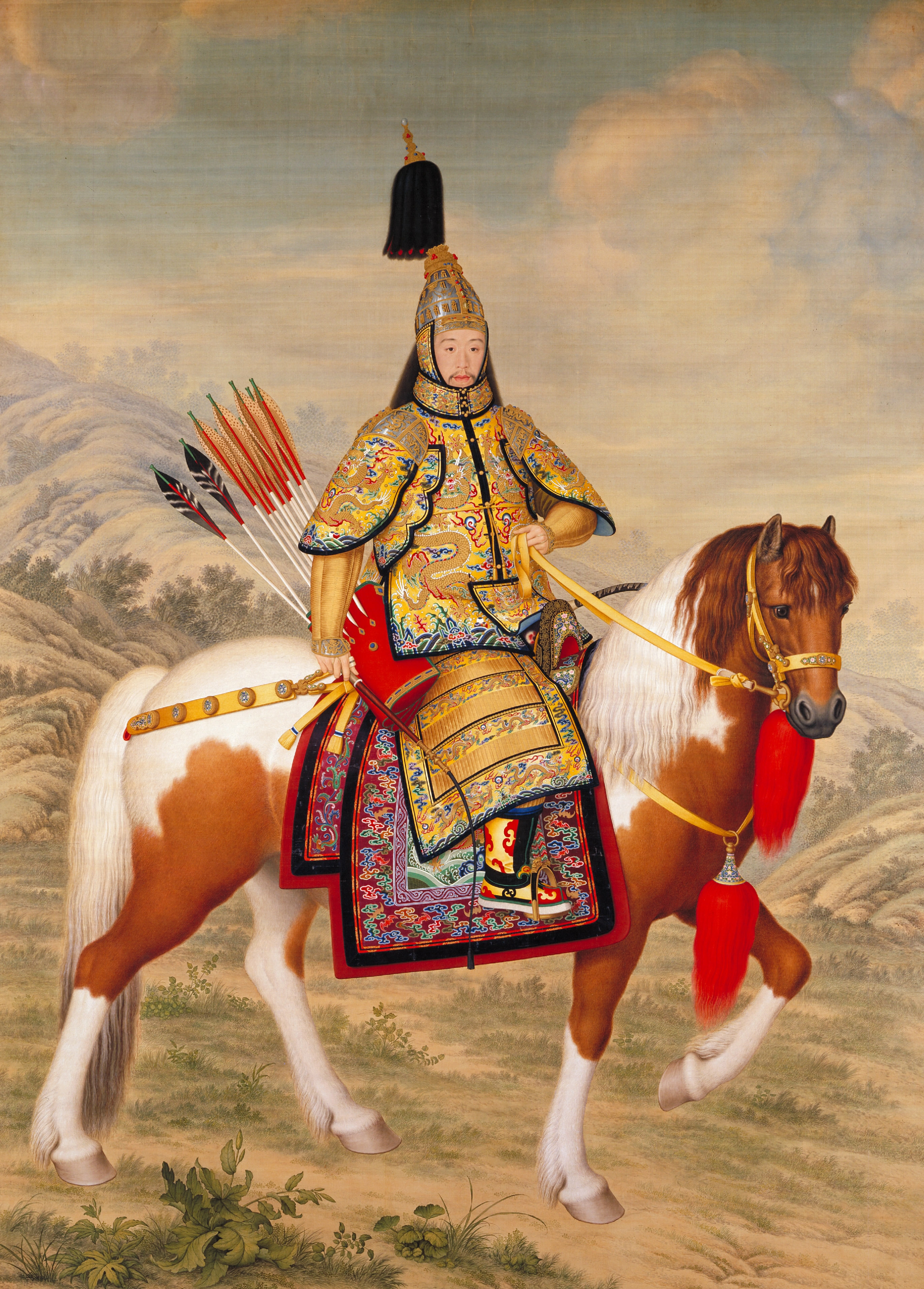
L'emperador Qianlong a cavall. Pintura de Giuseppe Castiglione, datada entre 1739 i 1758

Un cavall de guerra és qualsevol cavall usat en operacions militars regulars o irregulars. Des dels inicis de la domesticació del cavall fou un auxiliar valuós en la guerra o les lluites tribals. A més d'augmentar la velocitat de desplaçament i el radi d'acció, el cavall constituïa una arma de xoc. Els cavalls de l'enemic eren cobejats i formaven part del botí en cas de victòria. Algunes races de cavalls foren desenvolupades especialment per a la guerra. I, en funció de l'armament i les tàctiques de l'època, s'afavorí la cria de tipus especialitzats. El concepte de cavall de guerra es pot ampliar a altres èquids. Mules, ases i, antigament, onagres han estat emprats com a auxiliars en les lluites entre humans.

## Tipus
Hi ha tres maneres d'utilitzar un cavall amb finalitats bèl·liques: com a animal de sella, com a animal de bast o com a animal de tir, enganxat a un carruatge o un giny militar.
En els dos primers casos hi ha una proporció entre el pes que carrega un animal i la seva velocitat pràctica de desplaçament. Com més gran és el pes suportat menor és la velocitat.
Un cavall normal pot carregar un pes aproximadament igual a un 30% del seu propi pes corporal.
Un cavall de tir pot estirar al pas i per un camí pla entre 20 i 40 Kgf, desplaçant-se a uns 4 km/h. Els esforços de tracció puntuals són de l'ordre del 80% del seu pes. El rendiment d'un cavall de tir (pes arrossegat) millora amb guarnicions apropiades (collar) i minimitzant l'esforç de rodadura del carruatge (camins millors, rodes pneumàtiques, suspensió…).
Una classificació simplificada dels tipus de cavalls emprats en les guerres és a partir del seu pes: cavalls lleugers, cavalls mitjans i cavalls pesants.

### Cavalls lleugers
Els cavalls classificats com a lleugers tenen una alçada de 120-160 cm i un pes de 360-450 kg. El seu ús en la guerra ha variat molt segons les èpoques en funció de l'armament, les característiques del terreny i les tàctiques emprades. Però bàsicament sempre ha estat emprat com a cavall de sella, sense protecció (o una protecció molt lleugera) i muntat per un guerrer sense armadura amb armes igualment lleugeres.
Hi ha tres grans grups de cavalls lleugers: el dels cavalls "orientals" del tipus àrab o berber, el dels cavalls "celtes" (des del nord d'Europa fins a la meitat nord de la península Ibèrica: cavall islandesos, irlandesos, de Galícia, garranos, asturcons, gals…) i el dels cavalls "asiàtics" (mongols, huns, ...). Ha de quedar molt clar que aquesta classificació és convencional i que només recull el que indiquen les referències. Unes referències puntuals i, sovint, contradictòries. Incompletes si més no. Però és una classificació vàlida com qualsevol altra.
En èpoques primitives els cavalls no anaven ferrats. Les primeres brides degueren emprar mossos de fusta que posteriorment foren substituïts per frens de metall. També hi ha casos de l'ús de cabeçons i, en el cas dels genets númides, de cavalls dirigits sense brides.
A partir de l'invent i aplicació dels estreps i de les ferradures els cavalls pogueren ser usats en condicions una mica diferents, sense que variés la seva funció de manera essencial.
L'armament ofensiu d'un genet de cavalleria lleugera era variable. una llança única i una espasa, dos o tres dards llancívols, arc i fletxes, ... També hi havia armes menys convencionals: maça de guerra, llaç escorredor,...L'armament defensiu es podia limitar a un escut petit o una darga i un elm o casc.
En èpoques més modernes la cavalleria podia ser de llancers o, menys freqüentment, de genets armats de sabres (o armes de tall similars). L'època de genets armats amb pistoles d'arçó també va tenir la seva vigència.
Finalment, els genets lleugers anaren armats amb carrabines o terceroles.
Les funcions tradicionals de la cavalleria lleugera eren les de: exploració, incursió i comunicació.

### Cavalls mitjans
Els cavalls mig pesants, segons alguns autors, es desenvoluparen en l'Edat de ferro per la necessitat d'arrossegar carros més grans que els de guerra amb capacitat per a més de dues persones. Amb l'increment de les armadures defensives, la cavalleria lleugera es va anar transformant en cavalleria pesant i, aquests cavalls mitjans podien suportar el pes d'un cavaller completament armat.
Els escites foren una de les primeres cultures a criar cavalls més alts i més pesants.
Les característiques dels cavalls mitjans són molt variables. L'alçada pot anar des de 150 cm en els animals més petits (però molt robustos) fins als 160 cm. Els pesos corresponents aproximats anirien des dels 450 fins als 540 kg.
Aquests cavalls devien ser relativament àgils en el combat sense assolir la velocitat ni la resistència dels cavalls lleugers.

### Cavalls pesants
Hi ha una controvèrsia sobre la veritable presència de cavalls pesants en les guerres antigues. La majoria de cavalls de tir no foren desenvolupats fins a mitjan segle xix. En els combats medievals tardans, quan els cavallers portaven una armadura completa i els cavalls anaven protegits, és probable que fossin escollits cavalls de tipus robust amb una certa alçada. Hi ha especialistes que opinen que, més que cavalls molt grans, els destrers (cavalls usats en el combat) eren cavalls molt forts i relativament àgils.

### Altres èquids
A més dels cavalls hi ha altres èquids que foren usats en activitats relacionades amb els combats.
Els summeris utilitzaven els ases i els híbrids d'ase i onagre. Segons alguns autors els hemions no poden ser domesticats, però els summeris els encreuaven amb femelles de ruc (someres) i els híbrids resultants sí que es deixaven aregar.
Quan arribaren els cavalls, a part del seu aprofitament directe, es produïren híbrids d'ase i egua (mules). Les mules són estèrils però ofereixen alguns avantatges sobre els cavalls. Són més sofertes i resistents, mengen poc i necessiten aliments de menys qualitat. Emmalalteixen menys que els cavalls i són molt menys propenses a lesions.

## Tractats sobre el cavall

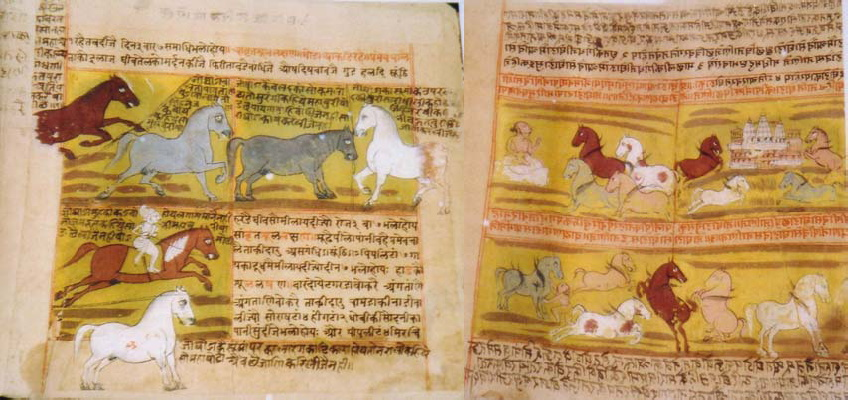
Pàgines d'un manuscrit de Shalihotra.

Des d'èpoques remotes hi ha tractats sobre els cavalls aplicables als cavalls de guerra.
La més antiga de les obres conservades és la de Shaliotra (c. 2350 aC), considerat el fundador de la ciència veterinària.
Un mètode d'entrenament per a cavalls usats en carros de guerra fou escrit per Kikkuli (c.1350 aC). Kikkuli fou un mitanni al servei dels hitites. Simó d'Atenes escrigué un tractat sobre el cavall del qual només se'n conserven petits fragments. Són famoses dues obres Xenofont sobre el cavall i la cavalleria ("Peri ippikes", "Hiparkikos"; c. 360 aC). Kautilia (Chanakya) fou l'autor de l'Arthashastra (c.323 aC) que conté un capítol sobre els cavalls.

## Innovacions tecnològiques
Els cavalls foren probablement muntats en èpoques prehistòriques abans de ser enganxats a carros. En les restes arqueològiques però, predominen les figures de carros estirats per quadrúpedes semblants als cavalls.
Els primers dispositius emprats per a controlar els cavalls foren les brides de diverses menes, inventades al mateix temps de la domesticació. L'ús de mossos i frens s'ha demostrat a partir del desgast en cranis de cavalls de la cultura Botai al nord del Kazakhstan, datats cap al 3500-3000 aC.

### Guarniments dels cavalls enganxats
L'invent de la roda coincidí amb els carros de transport i, per evolució, determinà l'aparició dels carros de guerra.
El primer sistema d'enganxe per als cavalls (a vegades també onagres) fou un jou semblant al que es fa servir amb els bous. Es tractava d'una solució incompatible amb l'anatomia i els moviments del cavall i fou substituïda per un guarniment consistent en un collar flexible i una cingla, ambdues peces unides prop de la creu del cavall. Probablement la cingla anava encoixinada i era bastant rígida. Cap a l'any 1600 aC, durant les invasions d'Egipte per part dels hicsos els carros ja incorporaven el nou sistema que permetia un tir més eficaç dels cavalls.
Quan els carros de guerra quedaren antiquats nous invents permeteren aprofitar millor la força dels cavalls per a arrossegar carros de transport i ginys de guerra. Cap al segle V dC es va inventar a la Xina el collar encoixinat, pràcticament igual que els models actuals. Aquest collar arribà a Europa el segle ix i es difongué per tot arreu el segle xii.

### Equipament per a muntar
Les dues innovacions principals en els cavalls de guerra muntats per genets foren la sella i els estreps.
Els primers genets muntaren a pèl, però ben aviat varen descobrir els avantatges d'usar una pell o una peça de feltre o teixit. Aquest seient rudimentari es podia encoixinar i, amb l'ajuda d'una cingla, oferia més comoditat i seguretat. Els escites i els assiris usaren una mena de selles encoixinades dotades d'una cingla per a assegurar-les sobre el cavall. Xenofont esmenta aquest tipus de selles primitives el segle iv aC.
Les selles amb estructura rígida (bast) permeten repartir el pes del genet sobre una superfície més gran, sobre l'esquena del cavall però deixant lliure l'espinada. La seva difusió es retardà dins al segle ii. L'invent de les selles rígides s'atribueix als romans.
Un descobriment capital en els cavalls de sella (i més en els de guerra) foren els estreps.
Probablement cap al 500 aC a l'Índia s'usaren una mena d'estreps formats per gambals amb bagues en les quals el genet hi introduïa el dit gros del peu. Més tard es va adoptar l'ús d'un únic estrep per a ajudar a muntar a dalt del cavalls. Els estreps dobles (un a cada costat) aparegueren al voltant del 322 aC a la Xina (dinastia Jin).
L'adopció d'un parell d'estreps va suposar un increment de l'estabilitat i la mobilitat del genet. Els mongols varen aprofitar aquesta millora per a desenvolupar tècniques militars superiors a les dels contraris.
El segle vii els estreps passaren des d'Àsia cap a Europa amb les invasions que tingueren lloc en aquella època. Es considera que els àvars foren els principals difusors dels estreps en Europa central. Tot i que els estreps es coneixien en el segle viii, només es disposa de documents gràfics i literaris del segle ix. La difusió dels estreps al nord d'Europa i les illes britàniques es degué als vikings en els segles IX i X.

## Història i tàctiques

Estendard d'Ur c. 2.500 aC.

Les primeres proves arqueològiques de l'ús de cavalls en la guerra daten tercer mil·lenni aC (c.3500 aC) en les estepes d'Eurasia, en el que avui són Ucraïna, Hongria i Romania. Poc després de la domesticació del cavall els habitants d'aquests territoris s'agruparen en ciutats fortificades per a protegir-se dels atacs dels genets enemics, que podien fugir sense ser perseguits per les víctimes si anaven a peu.
A part dels atacs tribals, l'ús dels cavalls en guerres organitzades (implicant una societat jeràrquica sota una autoritat central) està documentat des de molt antic. L'Estendard d'Ur mostra carros de 4 rodes estirats per cavalls, mules o hemions (c. 2500 aC).

### Carros de guerra
L'exemple més antic de carro de guerra conservat és el de les tombes de la cultura d'Andronovo (Sintashta-Petrovka) en els actuals Kazakhstan i Rússia (prop del 2000 aC).
Un text en antic hitita del segle xviii aC (text d'Anitta), esmenta 40 troncs de cavalls en el setge de Salatiwara.
Els hitites mostraren el seu domini del carro de guerra en èpoques antigues. La difusió del carro de guerra coincideix aproximadament amb l'ús de l'arc compost (c. 1600 aC). Les millores en eixos i rodes, com també en armament resultaren en l'ús extensiu dels carros en la guerra des de la Xina fins a Egipte en l'edat del bronze.
Els hicsos envaïren Egipte el segle xvi aC introduint-hi el carro de guerra. Els egipcis l'adoptaren amb lleugeres variants. Des d'Egipte va passar a la Cirenaica.
Els carros existien en la civilització minoica, documentats en inventaris antics de Knossos (Creta) datats el 1450 aC, aproximadament.
Els carros foren usats a la Xina en la dinastia Shang (c. 1600–1050 aC), tal com s'han trobat en tombes. L'apogeu del carro de guerra a la Xina fou en el Període de les Primaveres i de les Tardors (770–476 aC), tot i que es mantingué el seu ús fins al segle ii aC.
Les descripcions de combats amb carros de guerra en les clàssiques Grècia i Roma són pràcticament inexistents. El la Ilíada les referències principals indiquen un ús de les bigues com a vehicle de transport d'alguns guerrers. Homer (segle VI o VII aC) hauria recollit la tradició dels combats de carros del període micènic (~1250 aC).
Juli Cèsar en la Guerra de les Gàl·lies descrigué la forma de combatre dels carros britans: primer disparant els dards des de dalt del carro i després baixant per a lluitar peu a terra.

### Cavalleria
Uns dels primers exemples de guerrers a cavall són els arquers o llançadors de javelines de l'època dels reis assiris Assurnasirpal II i Salmanassar III.
La posició dels primers genets representats en baixos relleus és inadequada per a lluitar correctament. Els genets s'asseuen molt cap endarrere i, mentre un fa d'arquer cavalquen de dos en dos (dos cavalls i dos cavallers). El genet de l'esquerra agafa les regnes del cavall de l'arquer a la seva dreta, que queda amb les mans lliures per a disparar l'arc. Si el genet porta llança pot cavalcar sol.
Els assiris perfeccionaren la seva cavalleria com a defensa contra els nòmades invasors des del nord. Els cimmeris arribaren a l'Àsia Menor el segle viii aC i s'apoderaren de part del territori d'Urartu en el regnat de Sargon II (c. 721 aC).
Cap al segle VII aC guerrers a cavall com els escites mostraren el seu poder en la regió. En època del rei Assurbanipal (669 aC) els assiris, segons indiquen els baixos relleus preservats, muntaven en una posició avançada damunt del cavall i amb les cames esteses. En la postura clàssica per a un genet sense estreps que encara es practica en l'actualitat. Aquells genets formaren la que podria anomenar-se la primera cavalleria lleugera.
Els antics grecs disposaren de cavalls lleugers desarmats (sense protecció) i de cavalleria pesant formada per cavalls armats o protegits. Les xifres de les unitats muntades, comparades amb les d'infanteria, eren molt menys nombroses. Probablement per causa del cost elevat del manteniment dels cavalls.
La cavalleria pesant (armada o protegida) fou inventada pels antics perses segons alguns o pels sàrmates segons una altra opinió.
En l'època de Darios I el Gran (558–486 aC), els perses usaren cavalls i cavallers completament protegits (armats) i fou necessari desenvolupar, per cria selectiva, una raça de cavalls més pesant i musculosa capaç de suportar el pes afegit. El cavall armat (catafracta o "kataphractos") fou un tipus de cavall usat per la cavalleria des dels perses fins a l'època medieval. Amb armadura, armament i tàctiques específiques molt similars en els diversos períodes.

Filip II de Macedònia va desenvolupar tàctiques basades en càrregues massives de cavalleria pesant en formació en forma de falca. Una unitat d'elit fou la dels (ἑταῖροι, hetairoi), que formaven la guàrdia de cos de Filip i d'Alexandre el Gran (somatofílacs).
Els xinesos del Període dels Regnes Combatents. Durant la dinastia Han (202 aC – 220 AD) desenvoluparen una cavalleria organitzada i efectiva per a lluitar contra els atacs de la cavalleria irregular dels nòmades del nord i de l'oest.
En l'antiga Roma l'ús de la cavalleria fou esporàdic i auxiliar en època de la República. Sovint gran part de la cavalleria la proporcionavent pobles aliats (númides, hispans, gals…), en forma de cavalleria lleugera. En el període de l'Imperi Romà la cavalleria pesant adquirí més importància. Sempre inferior, però, al pes de la infanteria.

### Cronologia

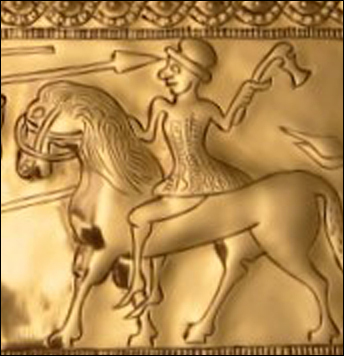
Part d'una placa de cinturó de bronze daurat de la Cultura de Hallstatt circa

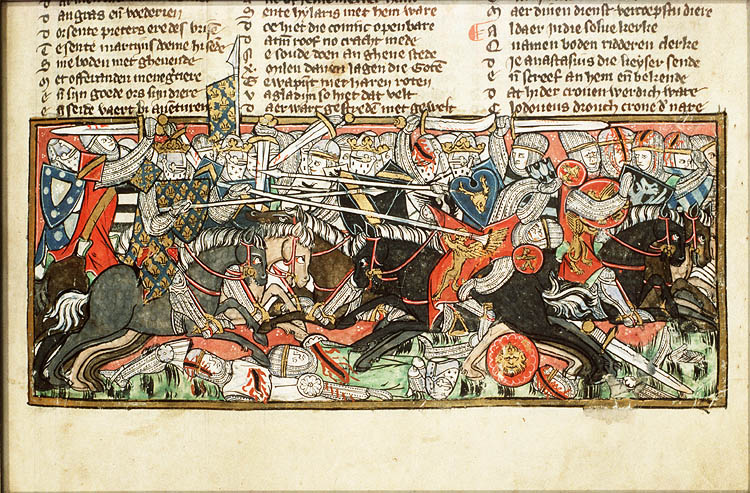
Batalla de Vouillé, segons un manuscrit de 1325-1335. Nationale bibliotheek van Nederland.

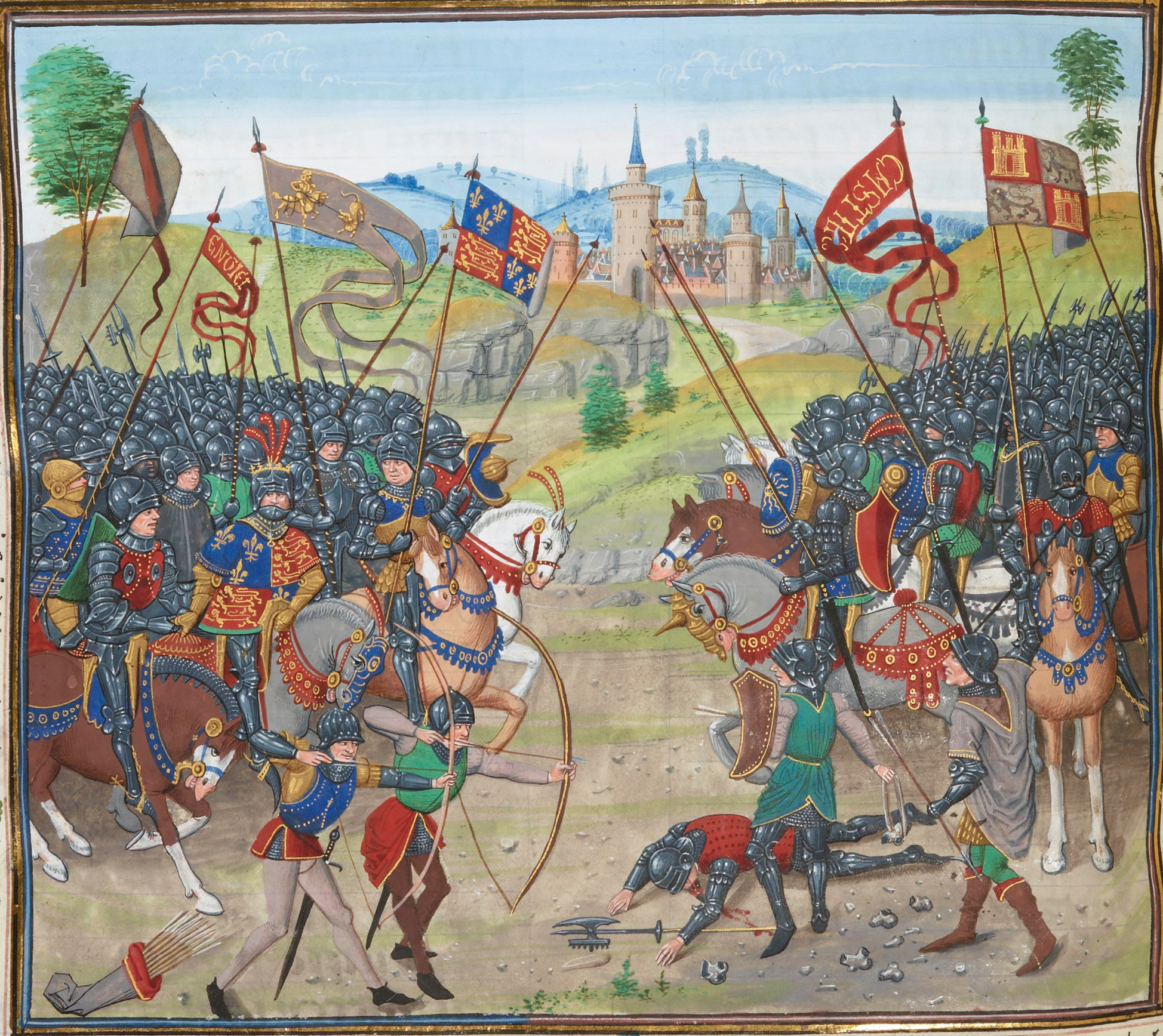
Batalla de Nàjera a partir d'un manuscrit del. A l'esquerra es pot veure Pere I amb Eduard, el príncep Negre

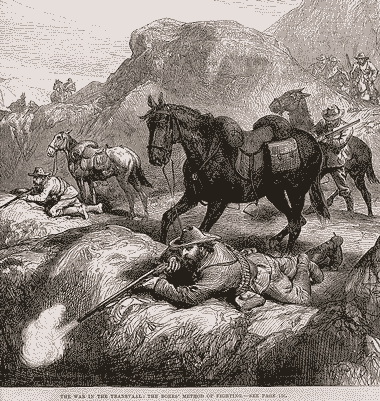
Bòers en acció (1881).

L'origen i evolució de l'ús del cavall en la guerra pot presentar-se de maneres diferents. Des del punt de vista cronològic alguns dels aspectes importants en la història dels cavalls de guerra són els següents:
- 3000 aC? Petròglifs a Armènia representant carros.[45][46]
- 2141-2122 aC. Descripció d'un carro de guerra dels sumeris estirat per "ases" a Gudea de Lagash.[47][48]
- 1300 aC. Entrada dels celtes a Europa.
- 490 aC Batalla de Marató
- 483 aC. Exèrcit de Xerxes I de Pèrsia contra Grècia.[49]
- 378 aC. Batalla d'Adrianòpolis (378)
- 334 aC. Batalla del Grànic
- 331 aC. Batalla de Gaugamela
- 326 aC. Batalla del riu Hidaspes.Carros falçats i genets lleugers contra cavaleria armada.[50]
- 202 aC. Batalla de Zama.
- 50 aC. Batalla d'Ilerda.
- c.10 aC cavalleria nabatea. Cavalls i dromedaris.[51][52]
- 430-450 dC: "Digesta artis Mulomedicinae". Obra atribuïda a Publius Flavius Vegetius Renatus. Considera els cavalls dels huns (petits, lletjos i malformats) els millors per a la guerra.[53]
- 434-453: Els huns liderats per Àtila. Invasions d'Europa.[54][55]
- 451: Batalla dels Camps Catalàunics
- 507: Batalla de Vouillé entre els francs comandats per Clodoveu I i els visigots d'Alaric II.
- c. 560: Tractat militar Estratègicon de l'emperador Flavi Tiberi Maurici. Esmenta l'ús de dos estreps de ferro i del llaç escorredor. També de les peces de protecció del cavall i la cota de malla del genet.[56] Strategicon of Maurice
- 1195. Batalla d'Alarcos.[57]
- 1206-1368.Imperi Mongol
- 1212. Batalla de Las Navas de Tolosa
- 1367. Batalla de Nàjera. Principalment entre cavalls armats (protegits amb lloriga o perpunt de malles).[58]
- 1434.«O Livro de Ensinança de Bem Cavalgar toda sela.» d'Eduard I de Portugal.
- 1494-1498. Primera expedició a Itàlia del Gran Capità. Mercenaris estradiotes.[59][60]
- 1495: Batalla de Fornovo. Amb la participació de més de 2000 estradiotes a cavall.[61][62]

- 1503: Batalla de Garigliano.
- 1520: "Dell'arte della guerra", tractat militar de Niccolò Machiavelli. Exposa les febleses de la cavalleria contra una infanteria experta.
- 1525. Batalla de Pavia
- 1525. "Ordenanza militar" de Carles V.[63]
- 1526: Mort de Giovanni dalle Bande Nere, condottiero que va reintroduir l'ús de la cavalleria lleugera.[64][65]
- 1548. "Doctrina del arte de la caualleria"; Juan Quixada de Reayo. Manual de muntar a l'estradiota.[66]
- 1551: "Tractado de la cavalleria de la gineta"; Hernán Chacón.[67]
- 1570: "Tratado de enfrenamientos de la gineta", Eugenio Mançanas.
- 1572: "Tratado de la cavalleria de la gineta", Pedro de Aguilar.
- 1580: "Tractado de la cavalleria, de la gineta y brida"; Juan Suárez de Peralta
- 1589: Batalla d'Arques (Arques-la-Bataille) entre Henri IV i la lliga catòlica, comandada per Charles de Lorraine duc de Mayenne.
- 1599: "Libro de la gineta en España"; Fernández de Andrada, Pedro.
- 1619: "Teoria y Exercicios de la Gineta"; Vargas Machuca, Bernardo De[68]
- 1632: Batalla de Lund.
- 1737: "Libro nuevo de bueltas de escaramuza, de gala, a la gineta", de Bruno Joseph de Morla
- 1769: Elogi dels "soldados de cuera" de l'Alta Califòrnia.[69]
- 1808. Batalla de Bailèn
- 1813: Batalla de Lützen (1813). Efectes de no disposar de cavalleria.
- 1818: "Informe sobre la mejora y aumento de la cría de caballos dado al Supremo Consejo de Guerra"; Antonio Amar (Barcelona).[70]
- 1819: "Elementos de equitación militar para el uso de la caballería española"; Francisco de Laiglesia y Darrac,Imprenta Real (Madrid).[71]
- 1825: "Reglamento para el ejercicio y maniobras de la caballeria"(Madrid)
- 1846: Batalla de San Pasqual. Forces nord-americanes contra genets "californios".[72][73]
- 1851: "Higiene veterinaria militar"; Fernando Sampedro y Guzmán.[74]
- 1854: Batalla de Balaclava.
- 1855: "Le cheval de guerre", general Eugène Daumas. L'obra indica que els millors cavalls de guerra eren, en la seva època, l'àrab, el barbaresc,el cavall llemosí (desaparegut),el cavall polonès i l'espanyol de muntanya (andalús de Ronda i semblants).[75]
- 1861: "California Volunteers".Guerra civil americana a Arizona.[76]
- 1876. Batalla de Little Bighorn.
- 1880-1881 & 1899-1902: Guerres Bòer. Utilitat de la cavalleria gairebé nul·la. Bon servei de la infanteria muntada i dels ponis Basuto.[77]
- 1899: "Cavalry in future wars", Friedrich von Bernhardi. Tractat sobre el futur paper de la cavalleria.[78]
- 1920: Batalla de Komarów. Entre la cavalleria soviètica i la cavalleria polonesa. Actuació de Stalin.[79]

## Cavalls en l'edat mitjana
Els cavalls a l'edat mitjana van tenir un rol fonamental durant la guerra.

### Els tipus de cavalls
En l'obra De animalibus, Albert Magne (sant Albert Magne segons l'Església Catòlica) descriu quatre tipus de cavalls:
- (en plural) "dexterarii" o"bellici", en català destrers, els cavalls de guerra.[81]
- "palefridi", haques, hacanees o palafrens; cavalls de sella.
- "curriles equi", corsers,[82] cavalls ràpids en la cursa.
- "runcini", rossins, cavalls de bast o de tir.

Aquestes definicions de "dextrarius", "palefridus", "curriles equo" ("cursorius"?) s'ajusten, més o menys, a les accepcions usades en l'Edat mitjana.
Altres versions són una mica diferents :"caballus", "roncinus", "palefridus" i "dexterarius", per ordre de qualitat (i preu) de menor a major.
En la conquesta de Mallorca l'exèrcit de Jaume I comptava amb uns 1.500 cavalls i uns 15.000 peons. Les forces musulmanes constaven d'uns 5.000 cavalls i 40.000 guerrers en total.
Entre cavalls armats, cavalls alforrats i cavalls genets.
Els cavalls armats anaven protegits amb una testera (peça metàl·lica que protegia el cap) i una cota de malles (lloriga) formada per dues peces (davantera i saguera o gropera).
Els cavalls alforrats duien proteccions de cuir. Els cavalls genets no portaven cap mena de protecció. (En una campanya a Múrcia, per a lluitar contra els cavalls genets dels musulmans, el rei en Jaume va manar desarmar uns quants cavalls per a poder lluitar en igualtat de condicions).
Alguns dels cavalls es criaven en monestirs. A Sant Miquel de Cuixà hi havia 50 egües l'any 878.

### Exemples de la forma de lluitar
L'ús d'un cavall de guerra en època medieval, com en altres èpoques, implica tot un seguit de detalls imprescindibles. Primerament cal desplaçar el cavall al camp de batalla (moltes vegades per mar, en naus especials anomenades tarides). Cal verificar que el cavall estigui en condicions de lluitar (les anomenades "mostres" de cavalls no eren altra cosa que passar revista de cavalls i cavallers). Cal preveure l'alimentació i, si el cavall és ferit o es lesiona, procurar la seva recuperació (presència de manescals experts). Abans d'entrar en combat és necessari avaluar cada cavall per a indemnitzar el propietari en cas de mort o invalidesa de l'animal.
També són necessaris farrers que puguin mantenir els cavalls ben ferrats i freners i sellers que adobin les brides i guarnicions.
Cada cavaller, a més d'un cavall armat (destrer o corser, sempre un mascle enter), va acompanyat d'escuders i servents. Alguns cavalcant rocins. Per a no cansar el cavall de batalla, el cavaller es desplaçarà en un rocí o una egua.
Alguns exemples de campanyes militars relativament ben documentades són els següents:
- Conquesta de Mallorca (1229)
- Conquesta de Sicília (1282)
- Desafiament de Bordeus
- Croada contra la Corona d'Aragó
- Batalla de Falkirk. Escòcia (any 1299)[90]
- Conquesta de Nàpols[91]

### Justes, torneigs i jocs de canyes
Com a complement de les activitats militars els cavallers participaven en justes i torneigs. A la corona d'Aragó i al principat de Catalunya foren tan populars com arreu d'Europa.
La llegenda del combat singular entre el comte de Barcelona i un cavaller alemany per l'honor de l'emperadriu d'Alemanya
demostra que no era estrany imaginar-se un repte de les característiques indicades. Reis i comtes participaven sovint en justes i torneigs.
Els jocs de canyes, malgrat la tradició de les "justes troianes" de l'època romana, semblen d'origen andalusí.

### Llibres de manescalia
Els cavalls eren molt valuosos, especialment els de guerra. Hi calia vetllar perquè es mantinguessin sans o procurar de curar-los en cas de ferides o malalties.
Hi ha diverses obres medievals que ens han pervingut sobre el tema, els llibres de manescalia.
Alguns d'aquest tractats són els següents: 
- Trattati di mascalcia attribuiti ad Ippocrate (Moisès de Palerm).[104]
- Cirurgia (Teodorico Borgognoni).[105]
- Giordano Ruffo[106][107][108]
- Libro de los cavallos[109]
- Manescalia (Manuel Dieç)

## Segle XX
Encara que la cavalleria va ser utilitzada àmpliament durant el segle xix, els cavalls van ser menys importants per a la guerra després de principis del segle xx. La cavalleria lleugera encara es va veure al camp de batalla a principis del 1900, però la cavalleria muntada formal va començar a ser eliminada pel combat després de la Primera Guerra Mundial. Amb tot, encara hi va haver unitats militars que incloïen cavalls per usos militars fins a la Segona Guerra Mundial.

### Primera Guerra Mundial
La Primera Guerra Mundial va veure grans canvis en l'ús de la cavalleria. El mode de guerra va canviar, i l'ús de la guerra de trinxeres, filferros i metralladores van fer que la cavalleria tradicional gairebé quedés obsoleta. Els tancs, introduïts el 1917, van començar a fer-se càrrec del paper de combat de xoc.
A principis de la guerra, les escaramusses de cavalleria eren habituals, i les tropes muntades per cavalls eren àmpliament utilitzades per al reconeixement del terreny. A la cavalleria del front occidental van ser una força efectiva d'arrabassar durant la "Cursa cap al mar" el 1914, però van ser menys útils una vegada que es va establir una guerra de trinxeres. Hi ha alguns exemples d'èxit en combats de xoc, i les divisions de cavalleria també proporcionarien un poder de foc mòbil important. La cavalleria va tenir un paper més important al front oriental, on la guerra de trinxeres era menys freqüent. Al front oriental, i també contra els otomans, "la cavalleria va ser literalment indispensable". La cavalleria de l'Imperi Britànic es va adaptat, ja que les tropes s'entrenaven per lluitar tant a peu com a cavall, mentre que altres forces es basava principalment en una acció de xoc.
En ambdós fronts, el cavall també es va utilitzar com animal de càrrega. Atès que les línies ferroviàries no podien resistir els bombardejos d'artilleria, els cavalls transportaven municions i subministraments entre els rails i les trinxeres de rereguarda, encara que els cavalls generalment no s'utilitzaven a la zona de conflicte. Aquest paper dels cavalls va ser decisiu i, per tant, els pinsos de cavall va esdevenir la mercaderia més important enviada als fronts per alguns països. Després de la guerra, molts regiments de cavalleria es van convertir en divisions mecanitzades i blindades, amb tancs lleugers desenvolupats per dur a terme molts dels rols originals de la cavalleria.